# 梅山公園
梅山公園（メイシャンこうえん、繁体字中国語: 梅山公園、拼音: Méishān Gōngyuán）は、台湾、 嘉義県、梅山郷の公園である。広さは6ヘクタールで、公園内にはスモモをはじめとする3,000本を超える木々が植えられている。また、公園には、高いところに設けられた遊歩道や高台が設置されている。     

## 交通
公園は台湾鉄道の嘉義駅から梅山公園までのバスが出ている。